# Тоцкий, Пётр Корнеевич
Пётр Корнеевич Тоцкий (укр. Петро Корнійович Тоцький; 10 января 1909 года, посёлок Пологи, Александровский уезд, Екатеринославская губерния, Российская империя — 12 января 1979 года, Львов, Украинская ССР) — старший машинист паровозного депо Львов-Запад Львовской железной дороги, Львовская область, Украинская ССР. Герой Социалистического Труда (1959).

## Биография
Родился в 1909 году в рабочей семье в посёлке Пологи (сегодня — город) Екатеринославской губернии. С 1929 года — тракторист Пологовской МТС, с 1930 года — песочник, машинист паровоза. В 1939 году вступил в ВКП(б). Участвовал в Великой Отечественной войне на различных фронтах в составе колонны № 1 паровозов особого резерва Наркомата путей сообщения. Воевал на Сталинградской битве, освобождал Белоруссию.
После войны — старший машинист паровозного депо Львов-Запад Львовской железной дороги. Бригада Петра Тоцкого за выдающиеся трудовые достижения удостоилась почётного звания «Бригады коммунистического труда». Указом Президиума Верховного Совета СССР от 1 августа 1959 года «за выдающиеся успехи, достигнутые в деле развития железнодорожного транспорта» удостоен звания Героя Социалистического Труда с вручением ордена Ленина и золотой медали «Серп и Молот».
Избирался делегатом XXII съезда КПСС.
После выхода на пенсию проживал во Львове, где скончался в январе 1979 года.

## Награды
- Герой Социалистического Труда
- Орден Ленина — дважды
- Орден Трудового Красного Знамени (06.08.1952)
- Медаль «За отвагу» (24.04.1945)
- Медаль «За трудовую доблесть» (28.05.1960)